# Vladimír Hirsch
Vladimír Hirsch (Benešov, 3 luglio 1954) è un compositore ceco d'avanguardia, che ha integrato la musica industriale e la dark ambient con la musica colta di composizione moderna (la cosiddetta musica contemporanea).
Oltre a creare lavori da solista, è il membro fondatore e leader di Skrol, Aghiatrias e vari altri progetti. La sua musica è caratterizzata da una atmosfera cupa, tesa e tempestosa.

## Biografia e stile
Vladimír Hirsch ha iniziato a comporre quando era un adolescente, suonatore di pianoforte e organo; ha cominciato a scrivere pezzi romantici e classici con elementi di rock sperimentale. Tuttavia, ha abbandonato queste composizioni per qualche tempo e approfondito jazz sperimentale e musica rock fino al 1986, quando si unì al gruppo post-punk Der Marabu. Contemporaneamente ha anche iniziato ad applicare moderne forme classiche a musica elettronica e analogica, ottenendo uno stile più trasgressivo industriale nei suoi lavori da solista. Durante questo periodo, Der Marabu ha anche cambiato stile passando a uno più scuro e aggressivo con toni di musica classica slava. La band ha terminato la sua attività nel 1996, quando Hirsch costituì il gruppo Skrol. Il suo principio creativo era basato su moderni concetti classici con una congregazione di industriale marziali. Nel corso della loro attività, gli Skrol registrarono 5 album, che sono stati pubblicati tra il 1998 e il 2009, ma le loro esibizioni in pubblico furono assenti tra il 2002 e il 2011. Con uno stile di integrazione simile ma più astratto, puntando più verso la dark ambient, è nato un altro progetto di Hirsch, Aghiatrias, fondato nel 1999. Gli Aghiatrias ne furono attivi dal 1999 fino al 2007 e in quel periodo registrarono 4 album, in cui il gruppo si muoveva da un oscuro carattere ambient-industrial all'elettronica di potenza, con infiltrazioni di composizione classica moderna e strumentazione manipolata digitalmente.
Il lavoro solista di Hirsch non è mai stato interrotto dall'attività con gli altri progetti: il musicista ha continuato a comporre molti pezzi per album concettuali o tematici, tra cui sinfonie, suites, concerti, colonne sonore e molte composizioni sperimentali per i suoi strumenti preferiti: organo e pianoforte. Hirsch è influenzato da diverse tecniche di composizione della seconda metà del XX secolo, incl. di serie, atonale, microtonali, polimodali, spettrale e altri, tuttavia il suo stile in quello che è emerso Hirsch delinea "musica integrato," caratterizzato da uno sforzo per rompere i confini tra gli elementi principalmente musicale e poco musicale in composizione e strumentazione, nel tentativo di pareggiare e sia migliorare le loro proprietà espressive usando la manipolazione tecnologica. Questo atto può essere in totale descritto come un trasmutazione alchemica della moderna le forme classiche con componenti dark ambient, industriale e rumore in una struttura omogenea indivisibile. Esso rappresenta anche metafisicamente l'idea centrale del concetto di Vladimír Hirsch, che consiste nella collisione e la riconciliazione di due mondi apparentemente opposti spiritualmente all'interno di un individuo.
Hirsch si esibisce regolarmente in patria e all'estero. Ha fatto un tour di successo negli Stati Uniti nel 2001 ed è apparso in molti festival europei.
Hirsch si è laureato nel 1980 alla Facoltà di medicina dell'Università di Praga e ha praticato come medico fino al 1999.

## Discografia
- Synthetics - Themes, MC, D.M.R. 1987, (riedizione CDR, CatchArrow Recordings 1999)
- Organ Pieces, MC, D.M.R. 1991, (riedizione CDr, CatchArrow Recordings 2001)
- Cruci-Fiction (Der Marabu), MC, D,M,R,, 1994, (riedizione CDr, CatchArrow Recordings 2000)
- There´s No Human Triumph, CDr, CatchArrow Recordings, 1996
- AllOf Us Will Fall Away (Der Marabu), CDr, CatchArrow Recordings, 1996
- Casual Crime, CDr, CatchArrow Recordings, 1998
- Martyria (Skrol), 10´´, Loki Foundation (Power & Steel), 1999
- Heretical Antiphony (Skrol), CD, M.D.Propaganda, 1999
- Dreams Of Awakening, CD, CatchArrow Recordings, 1999
- Geometrie nevědomí (Zygote), CDr, CatchArrow Recordings, 2000
- Insomnia Dei (Skrol), CD, RRRecords, 2001
- Epidaemia Vanitatis (Aghiatrias), CD, Integrated Music Records, 2002
- Symphony no.2 & 3, CDr, CatchArrow Recordings, 2003
- Regions Of Limen (Aghiatrias), Epidemie Records, 2004
- Fragments, thèmes et images scéniques, CDr, CatchArrow Recordings, 2005
- Dances & Marches For The Orphan Age (Skrol), CD, Dagaz Music, 2005
- Sense Geometry, CD, Ars Benevola Mater, 2006
- Ethos (Aghiatrias), Epidemie Records, 2006
- Torment Of Naissance, CDr, Integrated Music Records, 2007
- Concert industriel pour orgue, CD, Ars Benevola Mater, 2007
- Epidemic Mind, CDr, Integrated Music Records, 2008
- Symphony No.4 "Descent From The Cross", CD, Ars Benevola Mater, 2008
- Tobruk, CDr, CatchArrow Recordings, 2008
- Exorcisms, CD, Ars Benevola Mater, 2008
- Nonterra, CD, Ars Benevola Mater, 2008
- Les scènes ardentes, CD, Ars Benevola Mater, 2009
- Contemplatio per nexus, CD, Ars Benevola Mater, 2009
- New Laws, New Orders (Skrol), CD, Twilight Records, 2009
- Graue Passion, CD, Ars Benevola Mater, 2009
- Underlying Scapes, CD, Ars Benevola Mater, 2009
- The Assent to Paradoxon, 8 CD, Ars Benevola Mater, 2010 (raccolta di opere)
- Cryptosynaxis, DVD, Integrated Music Records, 2010
- Markéta, the daughter of Lazar, CDr, Integrated Music Records, 2010
- Epidemic Mind, Surrism-Phonoethics, digital, 2013
- Selected Organ & Piano Works,  2CDr, DIG, Integrated Music Records/Surrism Phonoethics, 2013
- The Sheep Barn Entertainment (Subpop Squeeze), Alkemy Brothers, digital, 2013
- Axonal Transit, CDr, Integrated Music Records, 2014
- Horae (Organ Concerto No.2), DIG, Surrism Phonoethics, 2015
- Anacreontics (Subpop Squeeze), CD, E-Klageto, 2017
- Scripta Soli, CD, Old Captain, 2017